# Se non avessi più te
Se non avessi più te è una canzone di Gianni Morandi, scritta da Franco Migliacci con musica di Bruno Zambrini e Luis Bacalov, inciso per la RCA Italiana nel 1965 come Lato A nel 45 giri Se non avessi più te/I ragazzi dello shake. Inserito nell'LP Gianni 3 del 1966.
Con questo brano Morandi conquistò il secondo posto al Cantagiro del 1965, alle spalle di Rita Pavone che vinse con "Lui" Se non avessi più te, Hit Parade Italia; inoltre, nel mese di luglio dello stesso anno, raggiunse il primo posto nella hit parade italiana
Nel 1965 è stato realizzato un film con l'omonimo titolo.